# Булякаевский сельсовет
Булякаевский сельсовет — муниципальное образование в Фёдоровском районе Башкортостана.
Согласно Закону о границах, статусе и административных центрах муниципальных образований в Республике Башкортостан имеет статус сельского поселения.

## Состав
д. Верхний Алыштан,
с. Нижний Алыштан,
д. Булякай.
Подлесный — хутор, упразднён Законом Республики Башкортостан от 20 июля 2005 года № 211-з «О внесении изменений в административно-территориальное устройство Республики Башкортостан в связи с образованием, объединением, упразднением и изменением статуса населённых пунктов, переносом административных центров»

## Население
| 2002 | 2009 | 2010 | 2012 | 2013 | 2014 | 2015 |
| ---- | ---- | ---- | ---- | ---- | ---- | ---- |
| 493  | →493 | ↗501 | ↘495 | ↘486 | ↗503 | ↗514 |
| 2016 | 2017 | 2018 |      |      |      |      |
| ↗525 | ↘502 | ↘490 |      |      |      |      |